# İbrahim Arat

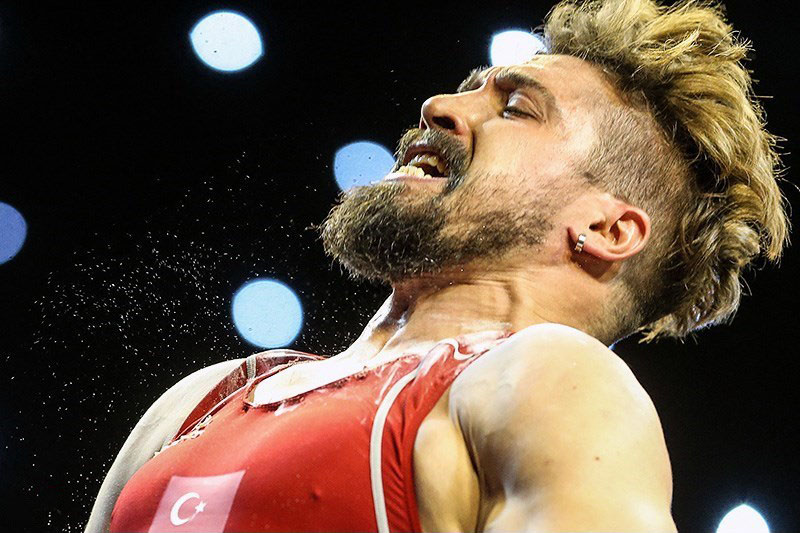
İbrahim Arat

İbrahim Arat (* 2. Dezember 1988) ist ein türkischer Gewichtheber.

## Karriere
Arat gewann bei der Universiade 2011 Bronze in der Klasse bis 94 kg. Bei den Weltmeisterschaften im selben Jahr belegte er Platz 16. 2012 gewann er bei den Europameisterschaften Bronze im Zweikampf und Silber im Reißen. Danach gehörte er zum türkischen Aufgebot für die Olympischen Spiele in London. Kurz vor den Spielen wurde er allerdings bei einer Trainingskontrolle positiv auf Hydroxystanozolol getestet und für zwei Jahre gesperrt. Nach seiner Sperre nahm er an den Weltmeisterschaften 2014 teil, hatte aber im Stoßen keinen gültigen Versuch.